# Genetikai mozaik
A genetikai mozaik olyan többsejtű élőlények gyűjtőneve, amiknek testét alkotó sejtek nem egy vagy két szülőtől származó genetikai információt hordoz, hanem ennél többet. A többletkromoszómák kialakulása és ezeknek az élőlény életében okozott hatása alapján több alcsoportja is létezik.

## Csoportosítása
- Két ivarsejtből
  - Valódi genetikai mozaikok
    - Mennyiségi mozaikok
    - Minőségi mozaikok

  - Funkcionális mozaikok
    - X-kromoszóma inaktiváció
    - Pozíció-effektus-variegáció
- Három vagy több ivarsejtből (kiméra)
  - Elsődleges kimérák
  - Másodlagos kimérák

## Valódi mozaikok

### Mennyiségi mozaikok
A mennyiségi mozaikoknál az egyes sejtekben lévő örökítőanyag mennyisége eltérő. A kromoszómák rendellenes számát a petesejt rendellenes osztódása okozhatja, amikor a leánysejtekben nem egyformán oszlik meg a teljes kromoszómakészlet. Ilyen gyakran előfordul, az ember 21. kromoszómájának számfelettisége például leukémia kialakulásához vezet, a 22. kromoszóma hiánya pedig meningiómát, az idegrendszeri kötőszövet daganatát okozza.
Kromoszómavesztés vagy nyerés már az ősivarsejtek osztódásakor is felléphet, ilyenkor a petesejt már eleve számfeletti, vagy hiányzó kromoszómával jön létre.

### Minőségi mozaikok
A minőségi mozaikok sejtjeiben azonos mennyiségű, de eltérő jelentésű genetikai információ van.

## Funkcionális mozaikok
A funkcionális mozaikokban a sejtek genetikai információtartalma mennyiségileg és minőségileg is azonos, de egyes gének vagy akár teljes kromoszómák működésének kiesése következtében az egyes sejtek működésében úgy tűnik, mintha nem volna jelen egy bizonyos gén.